# Noix de muscade
« Muscade » redirige ici. Pour les autres significations, voir Muscade (homonymie).
La noix de muscade (ou noix muscade) est l'albumen de la graine du fruit ovoïde du muscadier (Myristica fragrans), un arbre tropical de la famille des myristicacées haut de dix à quinze mètres. La coque de la noix de muscade en est le tégument.

## Histoire

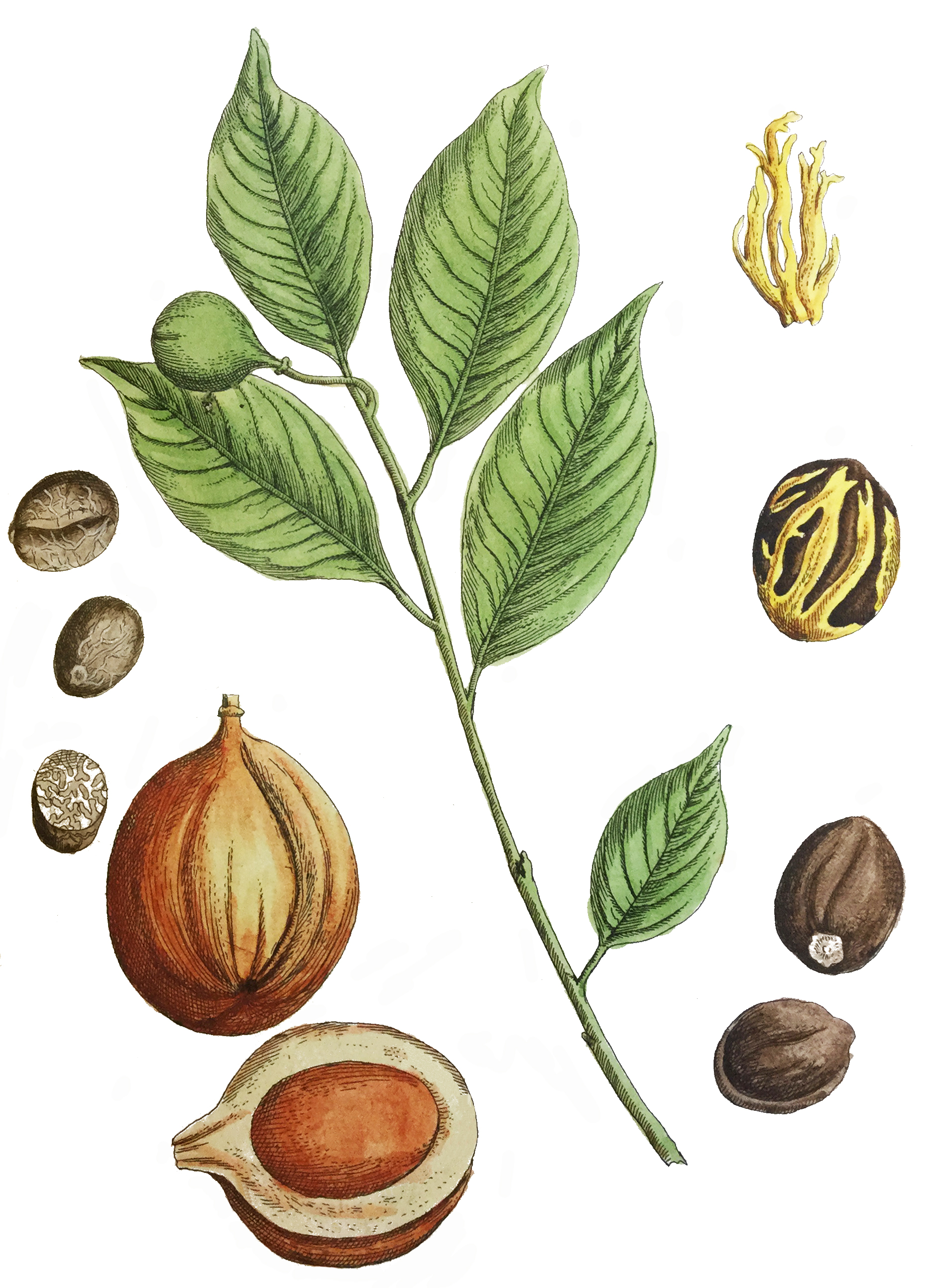
Noix muscade.

La noix de muscade est à l'origine cultivée au Moyen Âge dans les îles Banda dans l'archipel des Moluques aujourd'hui en Indonésie et vendue aux Vénitiens à des prix élevés, bien que le lieu exact de sa culture ne soit jamais révélé à ces derniers.
Au XVe siècle, les Européens cherchent à atteindre directement les îles productrices des épices pour se les procurer à prix moindre que celui payé aux Arabes, qui les achètent eux-mêmes aux commerçants asiatiques. Les Portugais sont les mieux placés dans cette quête car ils ont déjà une base à Goa, en Inde. C'est de là qu'en 1511 part une flotte dirigée par le vice-roi des Indes, Afonso de Albuquerque, qui prend Malacca, alors le plus important port d'Asie du Sud-Est. Malacca leur sert de base. Ils essaient sans succès d'imposer leur monopole à la production et au commerce des épices.
Ce sont finalement les Hollandais de la Compagnie néerlandaise des Indes orientales (VOC) qui, après avoir évincé les Portugais puis les Anglais des Moluques et pris pied à Java (fondation de Batavia qui sert d'entrepôt en 1619 par Jan Pieterszoon Coen) dans les années 1620-1630, en contrôlent le commerce, alors avec des noix stérilisées.
Pour assurer leur monopole, ils massacrent la population autochtone des îles Banda et font venir des esclaves pour assurer leurs profits. La peine de mort est alors appliquée aux contrebandiers.
Cette conquête et ce massacre portent le nom de conquêtes des îles Banda.
Les Français, établis dans l’océan Indien, parviennent au XVIIIe siècle à s’approprier quelques plants (Pierre Poivre). Après plusieurs années d’essais, ils réussissent à cultiver la muscade sur l'Île de France et sur l'Île Bourbon ; le monopole est brisé.
Les Britanniques occupent les îles Moluques pendant les guerres napoléoniennes et introduisent la culture des muscadiers en Malaisie qu'ils annexent en 1815.
Vers le milieu du XIXe siècle, les plantations asiatiques sont touchées par une épidémie. La culture du muscadier est alors développée aux Antilles et notamment à la Grenade en 1843.
La noix de muscade fait la fortune de la Grenade jusqu'au passage de l’ouragan Ivan en septembre 2004. La Grenade est alors le deuxième producteur mondial avec 30 % de la production. 60 % des plantations sont détruites et ce n'est qu'en 2017 que l'île retrouve son niveau de production antérieur. Les principaux producteurs de noix de muscade sont aujourd'hui l'Inde, l'Indonésie et le Sri Lanka.

## Utilisation

### Usage alimentaire

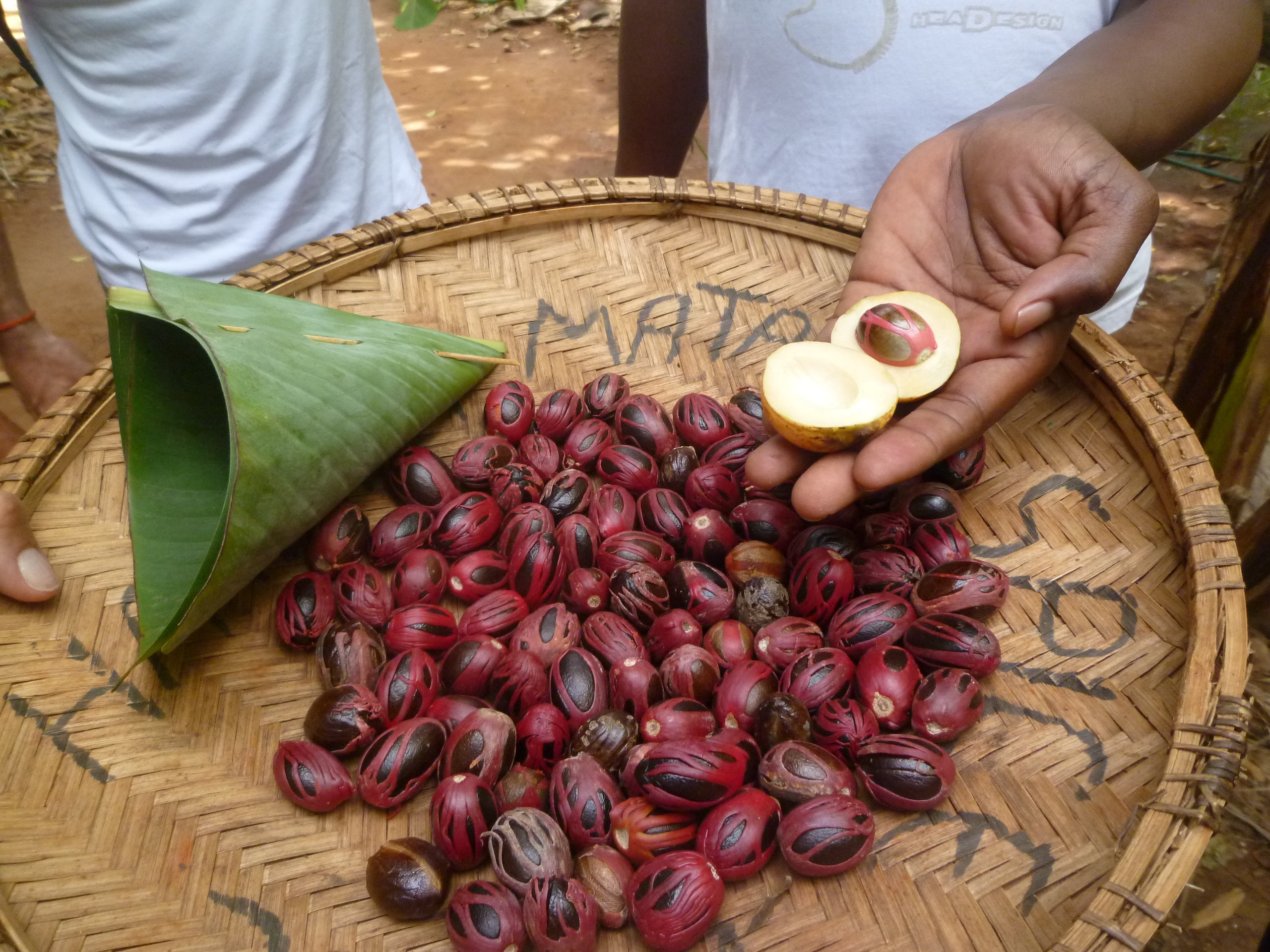
Noix de muscade fraîches (Tanzanie).

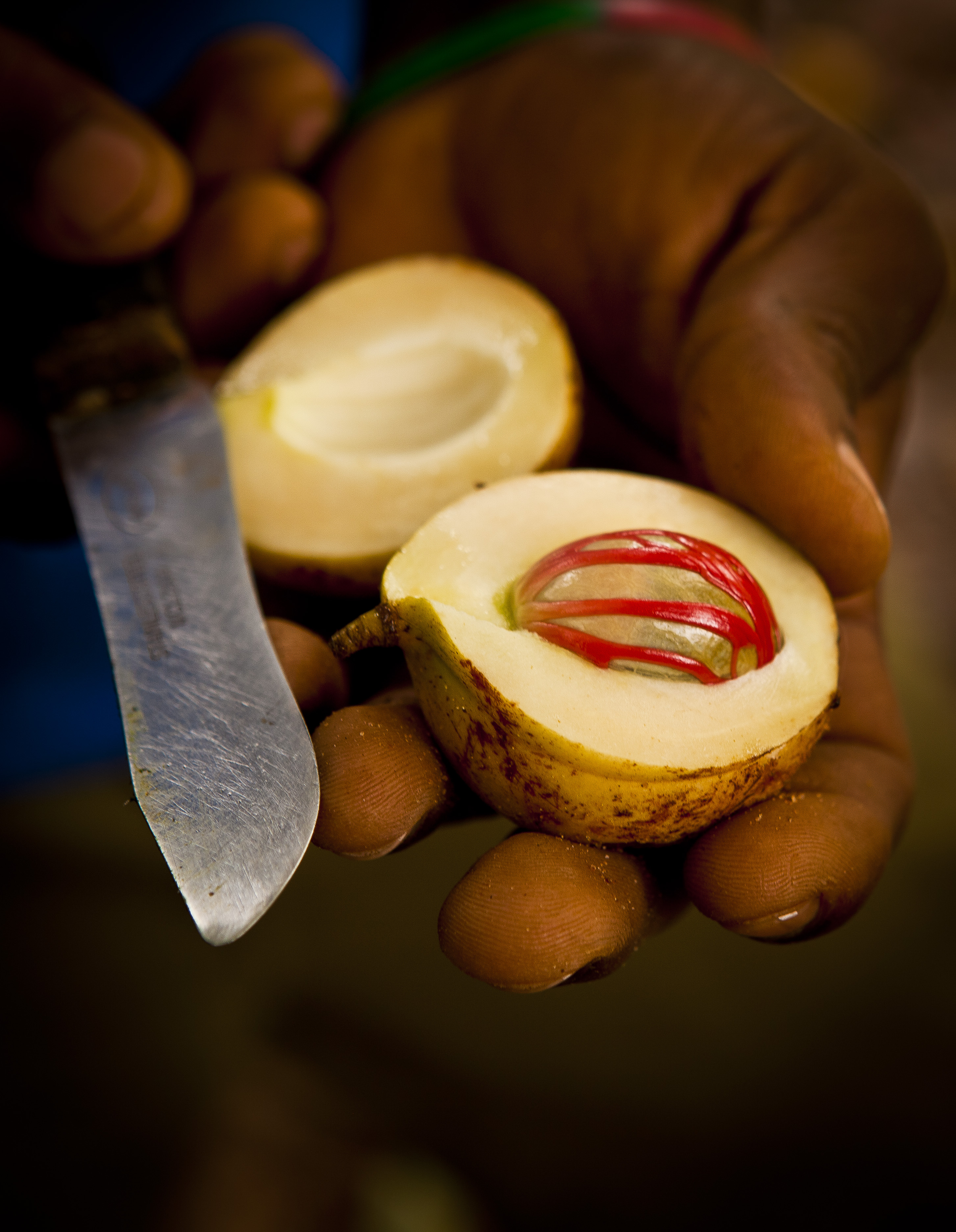
Noix de muscade fraîche coupée en deux.

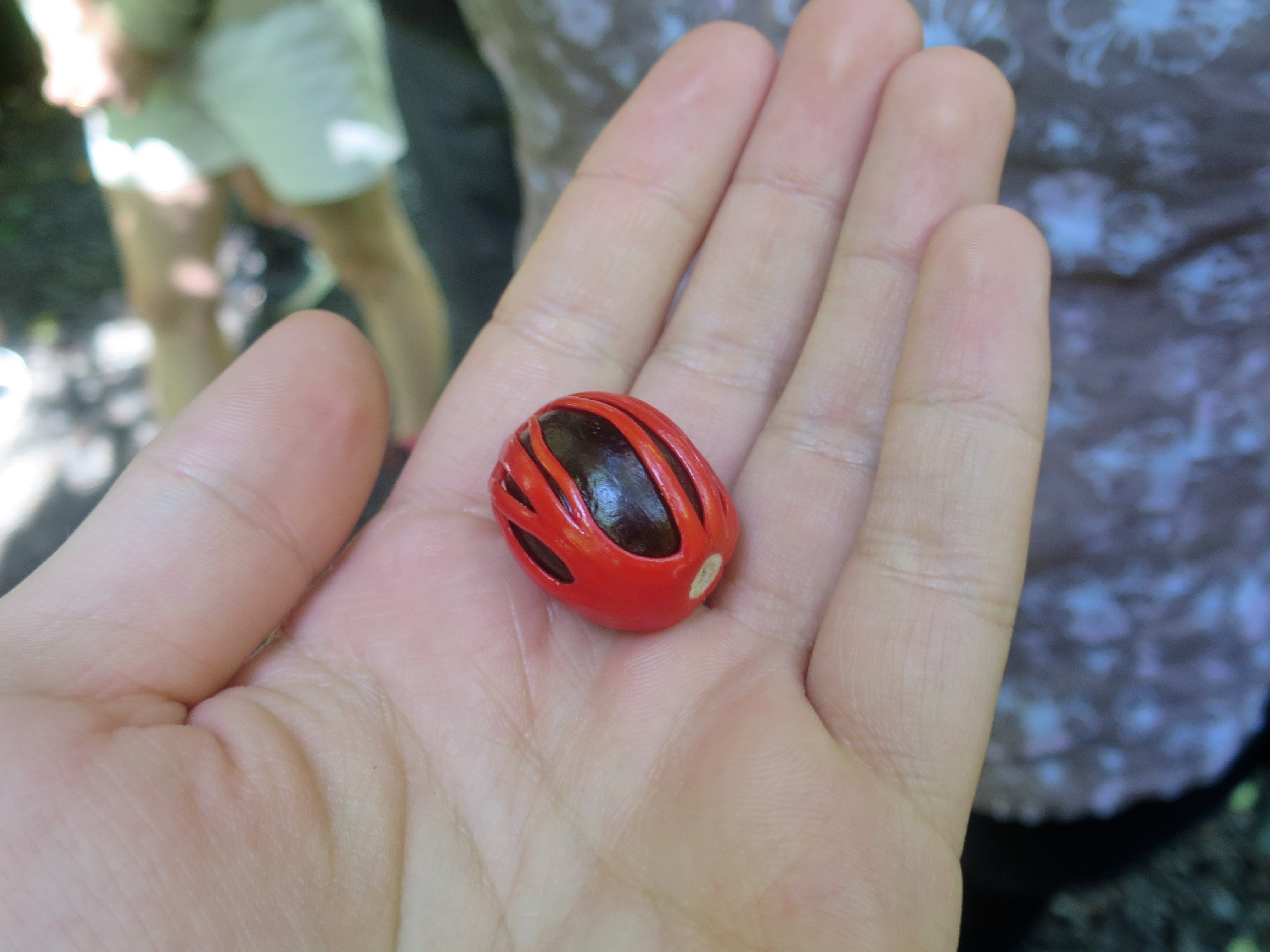
Noix de muscade montrant son arille.

La noix de muscade est utilisée râpée pour accommoder les viandes, soupes, purées de légumes et certains cocktails, etc. Elle entre dans la composition du curry et son utilisation est très variée dans la cuisine, qu'elle soit salée ou sucrée. En cuisine française, elle est notamment utilisée pour confectionner la sauce béchamel et aromatiser le gratin dauphinois, la fondue savoyarde ou la quiche lorraine.
L'arille de la noix de muscade, séchée, appelée macis ou fleur de muscade, est très appréciée pour sa coloration qui varie du jaune à l'orange. De propriétés aromatiques voisines, la noix de muscade aurait tendance à être plus douce que le macis. Le macis est un condiment constitué par le prolongement rameux et charnu de l'enveloppe (arille) de la noix de muscade, originaire des régions tropicales. C'est une résille de fibres, rouge écarlate quand elle est fraîche, que l'on fait sécher ; elle devient alors rosée et on la réduit en poudre. Le macis a un parfum de cannelle et de poivre, il est utilisé surtout en charcuterie et dans les mélanges d'épices. Il relève les potages et les viandes en sauces et remplace la noix de muscade dans les omelettes, la béchamel ou la purée de pomme de terre.
La noix de muscade entre dans la composition du Coca-Cola.

### Usage médicinal
La noix de muscade a été utilisée en médecine traditionnelle, mais n'a aucune efficacité thérapeutique démontrée scientifiquement. En particulier, son prétendu effet abortif a été largement réfuté, mais demeure néanmoins une cause persistante d'empoisonnement à la noix de muscade chez les femmes.

## Toxicité et psycho-activité
À faibles doses, la noix de muscade ne produit aucune réponse physiologique ou neurologique notable, mais à fortes doses, la noix de muscade brute fraîchement moulue à partir des amandes, ainsi que l'huile de noix de muscade, ont des effets psychoactifs,, qui semblent découler de mécanismes hallucinogènes de type anticholinergique attribués à la myristicine et à l'élémicine,. Ces produits sont structurellement proches respectivement de la MDMA ("ecstasy") et de la mescaline. La myristicine, un inhibiteur de la monoamine oxydase et une substance psychoactive,, peut provoquer des convulsions, des palpitations, des nausées, une déshydratation éventuelle et des douleurs corporelles généralisées lorsqu'elle est consommée en grande quantité,. Les empoisonnements à la noix de muscade se produisent généralement à la suite de la consommation accidentelle par des enfants ou lors d'un usage récréatif intentionnel.
Variant considérablement d'une personne à l'autre, l'intoxication par la noix de muscade peut s'accompagner d'effets secondaires, tels que délire, anxiété, confusion, maux de tête, nausées, vertiges, sécheresse de la bouche, irritation des yeux ou amnésie,. L'intoxication prend plusieurs heures avant d'atteindre son effet maximal. Les effets d'une intoxication à la noix de muscade peuvent durer plusieurs jours,.
Bien que rarement signalée, l'overdose de noix de muscade peut entraîner la mort, surtout si elle est combinée à d'autres médicaments. Les cas d'empoisonnement mortel par la noix de muscade ou la myristicine prise individuellement sont rares. Au Moyen Âge, l'école de médecine de Salerne professait toutefois déjà : « Unica nux prodest, nocet altera, tertia necat. » (Une noix profite, deux nuisent, la troisième tue.)
Au XVIe siècle, les esclaves sur les bateaux marchands voguant vers l'Europe étaient souvent punis lorsqu'ils en consommaient. Ils l'utilisaient pour son caractère sédatif afin de soulager leurs douleurs et leur fatigue.
Les effets primaires de la noix de muscade proviennent de plusieurs phénylpropènes : myristicine, safrole et élémicine. La myristicine est synthétisée entre deux et sept heures dans l'organisme. Le safrole est une substance toxique pour le foie et cancérogène aux doses psychoactives.
Les effets psychotropes se caractérisent par une intoxication du système nerveux central. Sédation intensive accompagnée par une altération de la parole et du fonctionnement psychomoteur. Souvent considérées comme incontrôlables et désagréables d'après les usagers, dans la mesure où elles entraînent un basculement frénétique d'états psychédéliques et sensoriels. Généralement accompagné par un sommeil long et profond, similaire à un état comateux (jusqu'à 16 heures). Amnésie, état léthargique, constipation ou rétention d'eau possible au réveil[réf. nécessaire].

### Toxicité pendant la grossesse
La noix de muscade était autrefois considérée comme un abortif, mais elle peut être sans danger pour l'usage culinaire pendant la grossesse si elle est utilisée uniquement en quantités aromatisantes. Elle peut cependant provoquer une fausse couche ou un accouchement prématuré. Elle peut provoquer des hallucinations si elle est consommée en grande quantité, et elle peut réagir avec des médicaments antidouleur tels que la péthidine pendant le travail. Par conséquent, il est recommandé d'éviter la noix de muscade pendant la grossesse.

### Toxicité pour les animaux de compagnie
Bien que le parfum épicé de la noix de muscade puisse être attrayant pour les animaux de compagnie, il existe un potentiel de toxicité si de grandes quantités sont consommées.

## Aromathérapie
Il existe deux huiles essentielles issues du muscadier : l'huile issue de la noix, dite « noix de muscade », et l'huile issue de l'enveloppe appelée « macis ».
Les deux sont à utiliser avec précautions chez l'enfant de moins de sept ans à cause de la présence de myristicine relativement importante.

### Huile essentielle de noix de muscade
| Rang | Composant               | Proportion |
| ---- | ----------------------- | ---------- |
| 1    | Sabinène                | 21,38 %    |
| 2    | 4-terpinéol             | 13,92 %    |
| 3    | Myristicine             | 13,57 %    |
| 4    | α-pinène                | 10,23 %    |
| 5    | Limonène                | 5,57 %     |
| 6    | Safrole                 | 4,28 %     |
| 7    | γ-terpinène             | 3,98 %     |
| 8    | α-terpinéol             | 3,11 %     |
| 9    | α-terpinène             | 2,72 %     |
| 10   | α-myrcène               | 2,38 %     |
| 11   | Isoeugénol              | 1,74 %     |
| 12   | Terpinolène             | 1,62 %     |
| 13   | Élémicine               | 1,42 %     |
| 14   | α-thujène               | 0,78 %     |
| 15   | Méthyleugénol           | 0,77 %     |
| 16   | Citronellol             | 0,77 %     |
| 17   | Linalol                 | 0,75 %     |
| 18   | Acétate de bornyle      | 0,24 %     |
| 19   | Camphène                | 0,16 %     |
| 20   | Acide myristique        | 0,11 %     |
| 21   | méthoxyeugénol          | 0,10 %     |
| 22   | Palmitate d'éthyle      | 0,07 %     |
| 23   | Hydrate de cis-sabinène | 0,06 %     |
| 24   | Acétate de linalyle     | 0,06 %     |
| 25   | Fenchol                 | 0,05 %     |
| 26   | Myristate d'éthyle      | 0,04 %     |
| 27   | Acide palmitique        | 0,03 %     |
| 28   | β-ocimène               | 0,03 %     |
| 29   | β-asarone               | 0,03 %     |
| 30   | Acide stéarique         | 0,01 %     |
| 31   | Oléate d'éthyle         | 0,01 %     |

Propriétés principales : antiseptique, antiparasitaire, antalgique, analgésique, tonique, neurotonique, carminative, utérotonique, emménagogue.[réf. nécessaire]
Essentiellement prescrite pour : atonie digestive, entérocolite spasmodique, entérocolite infectieuse, diarrhées, parasitose intestinale, accouchement (facilite), rhumatisme aigu, rhumatisme chronique, entorse, courbature, asthénie.[réf. nécessaire]

### Huile essentielle d'enveloppe de noix, ou macis
Composition : alpha et bêta pinènes, myrcène, sabinène, alpha et gamma terpinènes, limonène, terpinène-4-ol, safrole, myristicine, élémicine.
Propriétés principales : antiseptique, antiparasitaire, antalgique, analgésique, tonique, neurotonique, carminative, utérotonique, emménagogue[réf. nécessaire].
Essentiellement prescrite pour : atonie digestive, entérocolite spasmodique, entérocolite infectieuse, diarrhée, parasitose intestinale, accouchement (facilite), rhumatismes aigus, rhumatisme chronique, entorse, courbature, asthénie[réf. nécessaire].

## Production
|             | Production (MT) | Part mondiale en poids | Production (en milliers de $) | Part mondiale en valeur |
| ----------- | --------------- | ---------------------- | ----------------------------- | ----------------------- |
| Guatemala   | 28 000          | 38 %                   | 27 265                        | 29 %                    |
| Inde        | 16 000          | 22 %                   | 22 960                        | 25 %                    |
| Indonésie   | 8 600           | 12 %                   | 12 341                        | 13 %                    |
| Népal       | 6 792           | 9 %                    | 9 746                         | 11 %                    |
| Bhoutan     | 5 800           | 8 %                    | 8 323                         | 9 %                     |
| Grenade     | 2 800           | 4 %                    | 4 018                         | 4 %                     |
| Laos        | 2 700           | 4 %                    | 3 874                         | 4 %                     |
| Autres pays | 4 190           | 4 %                    | 3 927                         | 4 %                     |
| Total       | 73 432          | 100 %                  | 92 454                        | 100 %                   |